# Lina Staab
Lina Staab (* 25. März 1901 in Neustadt an der Haardt; † 11. Dezember 1987 in Kaiserslautern) war eine deutsche Dichterin. 

Lina Staab 1934

## Leben
Der Vater von Lina Staab war Bildhauer, die Mutter stammte aus einer Neustadter Bauernfamilie. Ihre ältere Schwester war die Kunsthandwerkerin Liesel Staab. Sie besuchte die Volks- und Fortbildungsschule in ihrer Heimatstadt. Bereits als 19-Jährige veröffentlichte Lina Staab 1920 im Verlag Actien-Druckerei in Neustadt ihr erstes Gedichtbändchen. Im gleichen Jahr begann sie in Würzburg ein Musikstudium, das sie 1923 nach der Geburt ihrer Tochter Liselotte abbrach, um eine Stelle als Sekretärin beim Pfälzischen Volksbildungsverband anzutreten. 1941 ließ sie sich an der Landesbibliothek in Speyer zur Bibliothekarin ausbilden und arbeitete dann von 1942 bis 1961 an der Pfälzischen Landesgewerbeanstalt in Kaiserslautern als Bibliothekarin.
Lina Staab veröffentlichte Gedichte, Prosa und Theaterstücke und war Mitglied des Literarischen Vereins der Pfalz und auch als Mitarbeiterin an Zeitschriften und Zeitungen tätig.

## Werk
Literaturhistorisch wird das Werk der Dichterin Lina Staab oft unter Kategoriebegriffen wie Heimat-, Landschafts- oder Frauendichtung eingereiht. Solche Rahmen sind jedoch sehr eng bemessen, bedenkt man allein die Vielfalt der von ihr gepflegten Gattungen.
Der konsequent durchgehaltene „musikalische Ton“ ihrer Gedichte, Erzählungen, Märchen und Spiele, die scheinbare Schwerelosigkeit ihrer Sprache, sind künstlerischer Ausdruck einer Lebenshaltung, in der Literatur und Leben eine existenzielle Einheit bilden, die auch nicht etwa gebrochen wurde durch das oft als rätselhaft oder unverständlich bezeichnete „plötzliche Verstummen der Dichterin“ nach 1949, sondern eher darin gipfelte.
Als bedeutsame Generationsgenossinnen sind u. a. Martha Saalfeld, Elisabeth Langgässer und Ina Seidel zu erwähnen.

## Veröffentlichungen

### Gedichte und Prosa
- Erdachtes und Vollbrachtes. Verlag Actien-Druckerei. Neustadt a. d. Haardt, 1920
- Pfalz du meine Heimat. Texte zu 20 Radierungen von Paul Bürck. Verlag Koch. Speyer, 1921
- Zwischen den Ufern. Erzählungen, Sagen und Legenden. Verlag Waldkirch. Ludwigshafen, 1930
- Neue Gedichte. Heinrich F.G. Bachmair Verlag. München, 1931
- Jahr der Liebe. Gedichte. Grote. Berlin 1937
- Die festliche Stadt. Ein Gedichtkreis um Würzburg. Grote. Berlin, 1941
- Der Quell. Gedichte. Hamburg, Ellermann 1942
- Traum und Tröstung. Aus einer Kindheit. Verlag Deutsche Volksbücher. Stuttgart, 1949
- Blumenmärchen. Esslingen, Bechtle 1949. Japanische Lizenzausgabe im Verlag Nankodo. Tokio und Kioto, 1958
- Gedichte. Mit Linolschnitten von Rudolf Scharpf. Hrsgg. von der Stiftung zur Förderung der Kunst in der Pfalz. Pfälzische Verlagsanstalt. Neustadt/Weinstraße, 1981

### Theaterstücke
- Der verlorene Himmelsschlüssel. Ein Märchenspiel. Aufgeführt vom Pfälzischen Landestheater in der Spielzeit 1924/25 in allen größeren pfälzischen Städten; in der Spielzeit 1925/26 von der Schlesischen Volksbühne in mehreren Orten; 1928 in Hanau vom dortigen Stadttheater. Text erschienen im Bühnenvolksbundverlag, Berlin.
- Maria auf dem Weihnachtsmarkt. Aufgeführt vom Pfälzischen Landestheater in der Spielzeit 1930/31 in allen größeren pfälzischen Städten.

## Ehrungen
- 1981: Pfalzpreis für Literatur
- 1982: Verdienstorden des Landes Rheinland-Pfalz
- 1987: Martha-Saalfeld-Medaille
- Lina-Staab-Weg in Ludwigshafen

## Sekundärliteratur
- Deutsche Frauendichtung der Gegenwart. Das Jahrbuch der deutschen Dichtung. Mit 36 Bildnissen deutscher Dichterinnen. Agnes Miegel, Lina Staab, Ina Seidel, Paula Grogger, Helene Voigt-Diederichs, Veronika Lühe u. a. Hrsg. von der Raabe-Stiftung, 1936.
- Erwin Damian: Lina Staab – Leben und Wirken. Pfalzpreis für Literatur 1981. Selbstverlag
- Dachkammer und Literarischer Salon. Schriftstellerinnen in der Pfalz. Werkauswahl und Porträts. PVA, Landau 1991, ISBN 3-87629-185-2.
- Rheinpfälzische Dichterinnen: ein Dreigestirn.(Elisabeth Langgässer, Martha Saalfeld, Lina Staab), K. F. Ertel. In: General-Anzeiger Ludwigshafen. 1951, Nr. 70.
- Wolfgang Diehl: Heimat, Provinz und Region im Spiegel der Literatur, 125 Jahre Literarischer Verein der Pfalz, Jahresgabe 2003, Landau 2003, ISBN 3-9809078-0-5.
- Rolf Düsterberg: Staab, Lina. In: Ders.: Lexikon der „ausgezeichneten“ Schriftstellerinnen des Dritten Reiches. 65 biografische Skizzen. Brill, Schöningh, Paderborn 2025, ISBN 978-3-506-79701-8, S. 141–143.